# Paul Erman
Paul Erman (29 de febrer de 1765 - 11 d'octubre de 1851) fou un físic alemany.
Fou fill de l'historiador Jean Pierre Erman, autor d'Histoire des refugiés. Treballà com a professor de ciència al Col·legi Francès de Berlín i a l'acadèmia militar. Després de la fundació de la Universitat de Berlín el 1810, hi acceptà un càrrec com a professor de física. Els seus treballs se centraren sobretot en electricitat i magnetisme, tot i que també realitzà algunes contribucions a l'òptica i a la fisiologia.
El seu fill, Georg Adolf Erman, també fou físic, i el seu net, Johann Peter Adolf Erman, fou egiptòleg.